# マルゾッキ
マルゾッキとは、
1. イタリアに本社を置く、オートバイや自転車のサスペンションメーカー、Marzocchi
2. そのブランド

である。

## 歴史
- 1949年 - ステファノ・マルゾッキ（Stefano Marzocchi ）とグリエルモ・マルゾッキ（Guglielmo Marzocchi ）兄弟によりマルゾッキ（Marzocchi S.p.a. ）創業。アプリリア、ビモータ、BMW、カジバ、ドゥカティ、KTM、マーニ、モト・グッツィ、モト・モリーニ等にオートバイ用サスペンションを納入した。
- 1989年 - 自転車用サスペンションに参入。
- 2008年 - テネコ（en:Tenneco ）傘下
- 2015年-第四半期にテネコ社よりフォックスレーシングインク社が取得[1]